# Jamey Rodemeyer öngyilkossága
Jamey Rodemeyer (1997. március 21. – 2011. szeptember 18.) amerikai homoszexuális tinédzserfiú volt, aki homofóbia elleni aktivista tevékenységéről illetve a homofób megfélemlítés áldozatainak megsegítésére készített YouTube videóiról ismert. Öngyilkossága a folyamatos terrorizálás miatt történt, amelynek hatására új törvényt terjesztettek elő az internetes zaklatással kapcsolatban.

## Élete
Jamey Rodemeyer szüleivel, Tim és Tracy Rodemeyerrel, illetve nővérével, Alyssával lakott a New York állambeli Buffalóban található otthonukban. A Heim Középiskolában tanult, majd elsőéves volt a Williamsville North High School-ban halála idején.
Nyíltan vállalta homoszexualitását, amely miatt komoly zaklatásoknak volt kitéve. Rodemeyer Lady Gaga hatására kezdett el másokon segíteni, akit a leginkább csodált. Gyakran megemlítette videóiban, és idézte dalszövegeit, hogy utat mutasson vele másoknak.

## Aktivista tevékenysége
Rodemeyert rendszeresen megfélemlítették középiskolájában szexualitása miatt. A Formspring oldalát névtelenül gyűlölködő üzenetekkel árasztották el, többet között olyanokat írtak neki, hogy „Nem érdekelne ha meghalnál. Senkit sem érdekelne. Szóval egyszerűen tedd meg :) Mindenkit SOKKAL boldogabbá tenne!”. Ennek ellenére tapasztalatait arra használta, hogy YouTube videókat készítsen xgothemo99xx felhasználónév alatt, hogy ezzel segítsen másokon, akik hasonló problémákkal küszködnek. Csinált egy „Lesz ez jobb is!” projektbe tartozó videót is, amely egy olyan kezdeményezés, ami a tizenévesek öngyilkosságának megakadályozására szolgál.

## Halála
Rodemeyerre nővére talált holtan 2011. szeptember 18-án reggel, miután felakasztotta magát. Halála előtt megosztott egy utolsó üzenetet Twitter oldalán Lady Gagának címezve: „@ladygaga viszlát anyaszörnyeteg, köszönet mindenért, amit tettél, fel a mancsokkal mindörökké”.

### Következménye
Az amhersti rendőrség bűnügyi nyomozást indított Jamey Rodemeyer halálát követően, amihez az Erie megyei kerületi ügyész, Frank Sedita is asszisztált. A nyomozás kilenc hétig tartott, amely során megvizsgálták Jamey otthoni számítógépét és mobiltelefonos adatait is. Habár lehetséges bizonyítékot találtak zaklatásos bűntett elkövetésére, ezen incidensek bizonyítéka nem volt elég a vádemelésre, vagy pedig elévültek. A nyomozást végül vádemelés nélkül zárták le.
Jamey halálának híre nagy felháborodást váltott ki világszerte, és rengetegen fejezték ki részvétüket. Tim és Tracy Rodemeyer interjút adtak a fiukról, és hogy milyen zaklatáson kellett keresztülmennie. Mindkét szülő kihasználta a lehetőséget, hogy a béke és az egyenlőség fontosságáról beszéljenek annak reményében, hogy ezzel segíthetnek megakadályozni, hogy a jövőben hasonló esetek előfordulhassanak.
Egy interjúban, amelyet Ann Curry készített a The Today Show-ban Jamey szüleivel, a szülők elmondták, hogy még Jamey öngyilkossága után is zaklatják őket és a lányukat. Amikor Jamey nővére részt vett egy öregdiák bálon, Jamey barátai elkezdték kántálni a nevét támogatásképpen, mikor egy Lady Gaga-dal felcsendült a rendezvényen. Erre válaszul a korábban terrorizáló egyének azt kezdték kántálni, hogy örülnek, hogy Jamey meghalt.
Miután értesült a haláláról, Lady Gaga azt állította, hogy rendkívül feldúlta, napjait pedig „töprengéssel, sírással és kiabálással” töltötte. Hair című dalát Jamey tiszteletére adta elő az iHeartRadio zenei fesztiválon adott koncertjén a Las Vegas-i MGM Grand Hotelben. A fellépés során elmondta: „Ezt a dalt arról írtam, hogy igazából az identitásod az egyetlen amid van, amikor iskolába jársz… szóval ma este Jamey, tudom hogy fentről nézel minket, nem egy áldozat vagy, hanem egy lecke vagy mindannyiunk számára. Tudom, hogy nagyon elszomorító, de néha a helyes dolog fontosabb mint a zene.” Lady Gaga később találkozott Barack Obama elnökkel is, hogy megvitassa, hogy a kormány mit fog tenni az iskolai megfélemlítések megelőzése érdekében.
Ezen kívül halálára válaszul az akkori aktuális Miss New York Kaitlin Monte egy online petíciót hozott létre, hogy az internetes zaklatás ügyét (Jamey törvényét, ahogy nevezték) a New York-i törvényhozók elé terjessze. Nem sokkal később Jeffrey Klein állami szenátor előterjesztett egy új törvényjavaslatot az internetes zaklatással kapcsolatosan. Ketten együtt New York Cyberbully Census néven egy új kezdeményezést hoztak létre, hogy információt gyűjtsenek a New York államban egyre nagyobb problémát okozó internetes megfélemlítéssel kapcsolatban.
2011 októberében Zachary Quinto színész megjegyezte, hogy Rodemeyer halála miatt döntött úgy, hogy előbújik, azaz nyilvánosan is bejelenti homoszexualitását. Internetes oldalán elmondta: „Jamey halálának fényében tiszta lett számomra azonnal, hogy meleg életet élni anélkül, hogy nyilvánosan is elismerném, egyszerűen nem elég ahhoz, hogy jelentősen hozzájáruljak a mérhetetlen munkához, amelyet előttem elvégeztek az egyenlőség felé vezető úton.” Quinto coming out-jára válaszul (illetve válaszul a melegek zaklatás miatti öngyilkosságára) Dan Kloeffler az ABC News Now-tól szintén előbújt.
Még ugyanebben a hónapban egy másik tinédzserfiú Jamie Hubley szintén öngyilkosságot követett el ugyanezen okból kifolyólag. Ugyan nem beszélt kifejezetten Rodemeyerről, mégis sokan párhuzamot véltek felfedezni a két ügy között.
A Fox csatorna Glee – Sztárok leszünk! című sorozatában utaltak Jameyre, mikor Finn (Cory Monteith) beszélt Santanával (Naya Rivera) a melegek öngyilkosságáról a Megcsókoltam egy lányt című epizódban. Később újra céloztak rá, mikor az Úton vagyok című részben David Karofsky, (Max Adler) egy meleg fiú megpróbálta felakasztani magát a szexualitása miatti internetes zaklatások következményeként, édesapja azonban még időben meg tudta menteni az életét.

## Fordítás
- Ez a szócikk részben vagy egészben  a   Suicide of Jamey Rodemeyer című angol Wikipédia-szócikk fordításán alapul.  Az eredeti cikk szerkesztőit annak laptörténete sorolja fel. Ez a jelzés csupán a megfogalmazás eredetét és a szerzői jogokat jelzi, nem szolgál a cikkben szereplő információk forrásmegjelöléseként.

## Külső hivatkozások
- It Gets Better, I promise! – a videó, amelyet Jamey készített a „Lesz ez jobb is!” projekthez